# 고릴라 (영화)
고릴라(Raw Deal)는 미국에서 제작된 존 어빈 감독의 1986년 액션, 범죄, 스릴러 영화이다. 아놀드 슈왈제네거 등이 주연으로 출연하였고 마사 드 로렌티스 등이 제작에 참여하였다.

## 출연

### 주연
- 아놀드 슈왈제네거

### 조연
- 캐스린 해롤드
- 대런 맥개빈
- 샘 워너메이커
- 폴 쉐나
- 스티븐 힐

## 제작진
- 미술: 조지오 포스티글리온
- 의상: 클리포드 카폰
- 배역: 메리 콜크호운

## 한국판 성우진(SBS, 1998년 4월 10일)
- 이정구 - 마크 (아놀드 슈왈제네거)
- 최흘 - 해리 (대런 맥개빈)
- 이완호 - 페트로비타 (샘 워너메이커)
- 안경진 - 모니크 (캐스린 해롤드)
- 한상덕 - 라만스키 (스티븐 힐)
- 남궁윤 - 백스터 (조 레갈부토)
- 문영래 - 맥스 (로버트 다비)
- 이호인 - 로카 (폴 쉐나)
- 유영환
- 문지현
- 이우신
- 이윤연
- 손원일
- 서문석
- 김관진
- 양정애